# Морзон, Владимир Осипович
Влади́мир О́сипович Морзо́н (1881—1954) — советский врач-хирург, заслуженный деятель науки Белорусской ССР.

## Биография

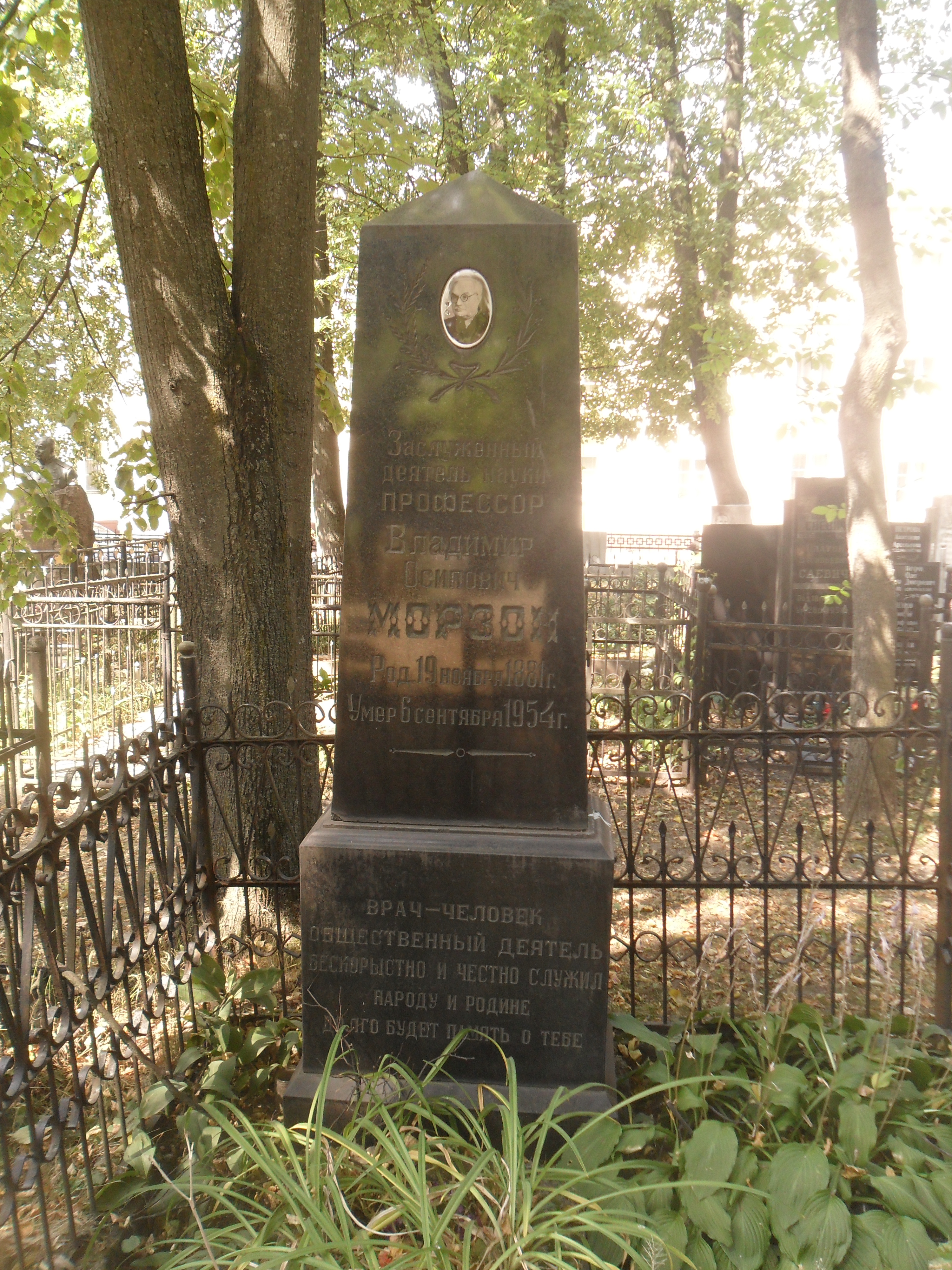
Могила Морзона на Военном кладбище Минска.

Владимир Морзон родился 19 ноября 1881 года в городе Заславль (ныне — Минская область Белоруссии). В 1904 году он окончил духовную семинарию, в 1911 году — Тартуский университет. Работал земским врачом, участковым хирургом. С 1913 года проживал в Минской губернии, работал в местных больницах. В 1915 году Морзон был призван на службу в царскую армию, служил в военном госпитале.
После Февральской революции Морзон переехал в город Бобруйск, работал хирургом в местной больнице и руководил управой. По его инициативе был создан Бобруйский институт усовершенствования врачей. С 1934 года Морзон заведовал хирургической кафедрой Витебского медицинского института, а также был консультантом Могилёвской областной больницы. С 1935 года он заведовал рядом других кафедр того же института.
В августе 1946 года входил в группу врачей под руководством Г. Х. Карпилова, которой вверили лечение американки Рут Уоллер на базе Минской городской больницы № 1.
С 1948 года Морзон заведовал сначала кафедрой хирургии Минского института усовершенствования врачей, а затем стал директором всего института. Являлся автором большого количества научных работ. Избирался депутатом Верховного Совета Белорусской ССР трёх созывов и членом его Президиума.
Умер 6 сентября 1954 года, похоронен на Военном кладбище Минска.
Заслуженный деятель науки Белорусской ССР, Заслуженный врач Белорусской ССР. Был награждён двумя орденами Ленина, двумя орденами Трудового Красного Знамени и двумя медалями.
В честь Морзона названа Бобруйская городская больница скорой медицинской помощи.